# PHP-Fusion
PHP-Fusion ist ein unter AGPL lizenziertes (ältere Versionen standen unter der GPL), ständig weiterentwickeltes freies Content-Management-System, welches auf PHP aufbaut und MySQL als Datenbank verwendet. Die aktuelle Version weist unter anderem eine News- und Artikelverwaltung, Foren, Shoutbox sowie Umfragemöglichkeiten auf. Gestartet wurde das Projekt von Nick Jones, welcher die erste Version am 12. April 2003 veröffentlichte.

## Voraussetzungen
Für die reibungslose Verwendung von PHP-Fusion wird ein Webserver mit Apache 1.3x/2.x und PHP 4 (4.1.0 oder höher) benötigt. Seit PHP-Fusion 7.00.06 wird zudem PHP 5.3 unterstützt. Für die Verwendung der Fotogalerie muss die GD Library installiert sein. Die späteren Benutzer benötigen keinerlei tiefergehende Kenntnisse, da der WYSIWYG-Editor TinyMCE integriert ist beziehungsweise BB-Codes verwendet werden können.

## Versionen

### Version 6
Die letzte Version der 6er Reihe des CMS ist die 6.01.19. Die Version 6 wurde von der Version 7 abgelöst. Es sind keine weiteren Aktualisierungen außer eventuelle Sicherheitsupdates mehr für Version 6 vorgesehen. Seit der finalen Version 7.01 am 1. August 2010 wird die 6er Reihe des CMS vom englischen Entwicklungsteam nicht weiter unterstützt.

### Version 7
PHP-Fusion 7 ist seit dem 11. August 2008 in der finalen Version veröffentlicht. Es folgten mit Version 7.01 (1. August 2010) und Version 7.02 (19. April 2011) zwei Weiterentwicklungen.
In der Entwicklungslinie fanden viele Neuerungen Einzug wie z. B.:
Layout und Umsetzung
Neues BBCode-System, neues Forumlayout, XHTML, eine neue Themeengine sowie verbesserte Unterstützung von Smileys.
Sicherheit
Neben einem Spam-Schutz wurden unter anderem die Gruppenrechte detaillierter konfigurierbar und Passwörter generell mit ihrem doppelten Hashwert gespeichert.
Funktionen
Unter anderem wurde das Forum verbessert sowie ein Rangsystem implementiert.

### Version 8
Am 30. November 2018 gaben die Entwickler bekannt, dass sie an einer Veröffentlichung von PHP-Fusion v8 arbeiten, um somit den Nutzer die ein Update auf die Version 9 ablehnen einen Nachfolger anzubieten, der auch mit den aktuellen PHP Versionen kompatibel ist. Ein Grund für die Ablehnung der v9 ist unter anderem die mangelhafte Kompatibilität mit alten Themes und Infusionen.
Am 25. Dezember 2018 wurde die v8 veröffentlicht und ist aktuelle in der Version 8.00.21 verfügbar.

### Version 9
Die Version 9 wurde zunächst als Version 8 während der Entwicklungsphase bezeichnet, jedoch beschlossen die Entwickler in der laufenden Entwicklung einen größeren Sprung in der Entwicklung machen zu wollen.
Am 27. April 2017 wurde die erste v9 Stable veröffentlicht und ist Stand 2020[veraltet] in der Version 9.03 verfügbar.

## Sicherheit
Aufgrund der steigenden Bekanntheit von PHP-Fusion wurde das CMS-System ein beliebtes Ziel für Angriffe. Die hierbei aufgetauchten Angriffsarten beschränkten sich bisher auf SQL-Injections und XSS-Attacken. Diese wurden aber in den meisten Fällen nicht durch PHP-Fusion selbst, sondern meist durch unsichere Erweiterungen/Mods Dritter möglich. Während in der Version 6 noch relativ viele Sicherheitslücken waren, bekam bei der Entwicklung der Version 7 die Sicherheit des CMS eine erhöhte Priorität, wenngleich bei der Version 7.02.05 Sicherheitsmängel entdeckt wurden und eine Aktualisierung empfohlen wurde.

## Zusatzmodule
PHP-Fusion kann über Zusatzmodule, sogenannte Infusionen, erweitert werden und erhält dadurch neue Funktionen. Durch diese Infusionen werden dabei die Core-Dateien des CMS nicht verändert, sodass bei Updates von PHP-Fusion diese Erweiterungen weiterhin funktionsfähig sind.

## Themes
PHP-Fusion verwendet für die Darstellung des Auftritts ein Template-System. Durch das Template-System ist es möglich, jedem Anwender ein anderes Layout zu geben, ohne dass sich der Inhalt ändert. Der Benutzer selbst kann in seinen Profil-Einstellungen ein anderes Layout auswählen, sofern andere Layouts durch den Administrator freigeschaltet sind. Auch ist das Erstellen eigener individueller Themes möglich.

## Merkmale
- Mitgliedsystem
- Newssystem
- Artikelsystem
- FAQ-System
- Downloadsystem
- Forum
- Bildergalerie
- Kontaktformular
- Eigene Seiten
- Schnelle und einfach zu bedienende Administration
- Infusionen (Zusatzmodule) und Themes (Designs)
- Shoutbox
- Benutzergruppen

## Kritik
Auf technischer Seite weist PHP-Fusion einige Mängel auf. Zum einen werden im Programm-Code feste Layout-Tabellen verwendet, wenngleich durch Modifikationen der Einsatz von portierten Responsive Templates möglich ist. Zum anderen wirken sich die zahlreichen Datenbankabfragen einschränkend auf die Leistung aus.